# Drávacsehi
Drávacsehi (horvátul: Čeja) község Baranya vármegyében, a Siklósi járásban, az Ormánságban.

## Fekvése
A település az 58-as főút közelében fekszik, Harkánytól körülbelül 7 kilométer távolságra. Legközelebbi szomszédai északról Drávaszerdahely és Kovácshida, délkelet felől Drávapalkonya, nyugatról Tésenfa, északnyugatról pedig Drávacsepely. A település lakott területe viszonylag távol, mintegy 3 kilométerre fekszik az országhatárt ezen a szakaszon több helyütt is kereszteződ Drávától, és így az országhatártól, de a falu közigazgatási területe egy rövid sávban lenyúlik egészen a folyóig, sőt egy egészen kis területen átnyúlik a túlpartra is, így tehát Drávacsehi is határfalunak tekinthető.

### Megközelítése
A község közúton csak egy irányból érhető el, az 58-as főútból Drávaszabolcs központjában kiágazó 58 118-as számú mellékúton, Drávapalkonyán keresztül. A többi szomszédjával csak változó minőségű, jobbára mezőgazdasági jellegű utak kötik össze.

## Vízrajza
A település legnagyobb vízfolyása a falu déli határában folyó Dráva, de egy körülbelül egy kilométeres együttes hosszúságú, erősen elöregedett holtágrendszer is található a község közigazgatási területén, amit keresztülszel a falu lakott területétől alig 80-100 méterre délre folyó Fekete-víz is. A falu közigazgatási területének északi és nyugati részén a Nádas-tói-árok húzódik.

## Közélete

### Polgármesterei
- 1990–1994: Kovács Pál (független)[7]
- 1994–1998: Kovács Pál (független)[8]
- 1998–2002: Kovács Pál (független)[9]
- 2002–2006: Szavai Józsefné (független)[10]
- 2006–2010: Szavai Józsefné (független)[11]
- 2010–2014: Szavai Józsefné (független)[12]
- 2014–2019: Németh Tamás (független)[13]
- 2019–2024: Németh Tamás (Fidesz-KDNP)[14]
- 2024– : Németh Tamás (Fidesz-KDNP)[1]

## Népesség
A település népességének változása:
| Lakosok száma | 208  | 204  | 181  | 164  | 155  | 149  | 148  | 154  |
|               | 2013 | 2014 | 2015 | 2019 | 2021 | 2022 | 2023 | 2024 |

A 2011-es népszámlálás során a lakosok 97,5%-a magyarnak, 13,1% cigánynak, 1% horvátnak, 1% németnek mondta magát (2,5% nem nyilatkozott; a kettős identitások miatt a végösszeg nagyobb lehet 100%-nál). A vallási megoszlás a következő volt: római katolikus 54,8%, református 15,6%, felekezeten kívüli 12,1% (17,1% nem nyilatkozott).
2022-ben a lakosság 86,6%-a vallotta magát magyarnak, 8,7% cigánynak, 1,3% egyéb, nem hazai nemzetiségűnek (12,8% nem nyilatkozott; a kettős identitások miatt a végösszeg nagyobb lehet 100%-nál). Vallásuk szerint 39,6% volt római katolikus, 8,7% református, 0,7% egyéb keresztény, 19,5% felekezeten kívüli (31,5% nem válaszolt).

## Nevezetességei
- Harangláb
- Fás legelő, természetvédelmi terület

## Érdekességek a településről
- Drávacsehiről utca van elnevezve (néhány másik, Baranya vármegyei településhez hasonlóan) Budapest XVIII. kerületében, a Szent Imre-kertváros nevű városrészben.